# Jobinia
Jobinia és un gènere de fanerògames de la família de les Apocynaceae. Conté 10 espècies que han estat acceptades. És originari d'Amèrica.

## Descripció
Són enfiladisses amb els brots glabres. Les fulles peciolades; herbàcies de 4,5-10 cm de llarg i 2,5 cm d'ample, ovades a oblongues, basalment arrodonides. L'àpex és acuminat, adaxial com abaxialment glabres, amb 2-3 col·lèters a la base de les fulles.
Les inflorescències són axil·lars, més llargues que les fulles adjacents, amb 8-30 flors, laxes i glabres.

## Distribució i hàbitat
Es troben en els boscos de Costa Rica, Guatemala, Hondures, Mèxic, Nicaragua, Argentina, Bolívia, Brasil, l'Equador, el Perú i Veneçuela.

## Taxonomia
El gènere va ser descrit per Eugène Pierre Nicolas Fournier i publicat a Flora Brasiliensis 6(4): 327, pl. 97. 1885.
- Jobinia chlorantha Malme
- Jobinia connivens (Hook. i Arn.) Malme
- Jobinia eulaxiflora (Lundell) W.D.Stevens
- Jobinia glossostemma (Lillo) Liede i Meve
- Jobinia grandis (Hand.-Mazz.) Goès i Fontella
- Jobinia hatschbachii Fontella & E.A.Schwarz
- Jobinia lindbergii E.Fourn.
- Jobinia longicoronata Goes & Fontella
- Jobinia neei (Morillo) Liede i Meve
- Jobinia paranaensis Fontella & C.Valente[2]